# Eddy Bembuana-Keve
Eddy Bembuana-Keve, né le 24 décembre 1972 au Zaïre, est un joueur de football international congolais naturalisé belge en 2001 qui évoluait au poste d'attaquant.

## Biographie
Il dispute quasiment toute sa carrière en Belgique à l'exception d'une saison en Italie. 
Il participe à la CAN 1998, au cours de laquelle il dispute trois rencontres et inscrit un but en demi-finale. Il met un terme à sa carrière professionnelle en 2003.

## Carrière

### Clubs
- 1987-1992 : J.S.MA FC ( Zaïre) (junior)
- 1993–1994 : Levallois SC ( France)
- 1994-1996 : R. Comblain Sport ( Belgique)
- 1996–1997 : RCS Verviers ( Belgique)
- 1997–1999 : KFC Lommelse SK ( Belgique)
- 1999–2001 : RAA Louviéroise ( Belgique)
- 2001–2002 : US Avellino ( Italie)
- 2002–2003 : KFC Verbroedering Geel ( Belgique)

### Carrière internationale
En 1998, Eddy Bembuana-Keve est appelé à plusieurs reprises en équipe nationale congolaise et dispute notamment trois rencontres de la CAN 1998, pour un but marqué.